# 東勢巧聖仙師祖廟
24°15′27″N 120°49′37″E / 24.2576031°N 120.8268978°E
東勢巧聖仙師祖廟，是位於臺灣臺中市東勢區中寧里的廟宇，被視為臺灣主祀魯班的開基祖廟。另外位於彰化市的褒忠祠在日治時期被拆除後，祠中部分牌位被迎到仙師廟供奉，使得此廟也兼具義民廟的性質。

## 歷史沿革

### 清治時期
東勢原為泰雅族、巴宰族樸仔離社所居，至乾隆年間，清廷為造船就在各地開辦軍工寮，以廟周圍作為東勢最早開放地區，因匠人聚居就稱為「匠寮」。該時期，工匠常遭臺灣原住民出草，遂在工寮附近奉祀魯班仙師令旗，每次入山伐木前先到廟內祭拜，祈求平安。
乾隆四十年（1775年）建廟，廟身僅為木板搭建，被視為全臺灣最早主祀魯班的開基祖廟。道光十三年（1833年）由士紳劉章職等發起重建，落成之日獲道光帝御賜「北城侯魯大夫巧聖仙師神位」敕牌。道光十五年（1835年），立有名為「樂助聖亭碑」的芳名碑，記載當年興建拜亭的捐款者。
咸豐二年（1852年），彰化知縣在此立有名為「誣控肆毒示禁碑」的示禁碑，公告當地不得隨便抬屍亂告，藉口敲詐、搶奪、霸佔。
光緒二年（1876年），福建巡撫丁日昌告示名為「嚴禁自盡圖賴碑」的示禁碑，寫著：「告示軍、民，人命至重，不可動輒輕生，而人死不可復生，然親屬聽人挑唆，告到官府，意在求財或圖洩忿，地方官未加勘審，致有人因此傾家蕩產或身係囹圄，官府為安分良民，讓被自盡命案牽連者，准予摹搨此碑文，到地方官呈訴，以免拖累。」，分別立於恆春城南門、臺南、此廟。

### 日治時期
設置義渡碑，紀念道光年間有十八名少女乘坐渡船欲由石岡到東勢，途中遭船伕調戲，導致這些少女全部溺斃，釀成地方嚴重械鬥，直到劉章職出面調停，會同地方仕紳募錢設置義渡會，僱請船伕免費擺渡。
立有阻止攤販佔地營業、衍生爭奪廟產糾紛的禁告碑。
明治卅九年（1906年），彰化褒忠祠遭到拆除，東勢仕紳將客籍義民與入祀官員的牌位迎到仙師廟供奉，使得東勢巧聖仙師祖廟也兼具義民廟的性質。
大正九年（1920年），將三山國王神尊迎入廟中供奉。

### 戰後時期

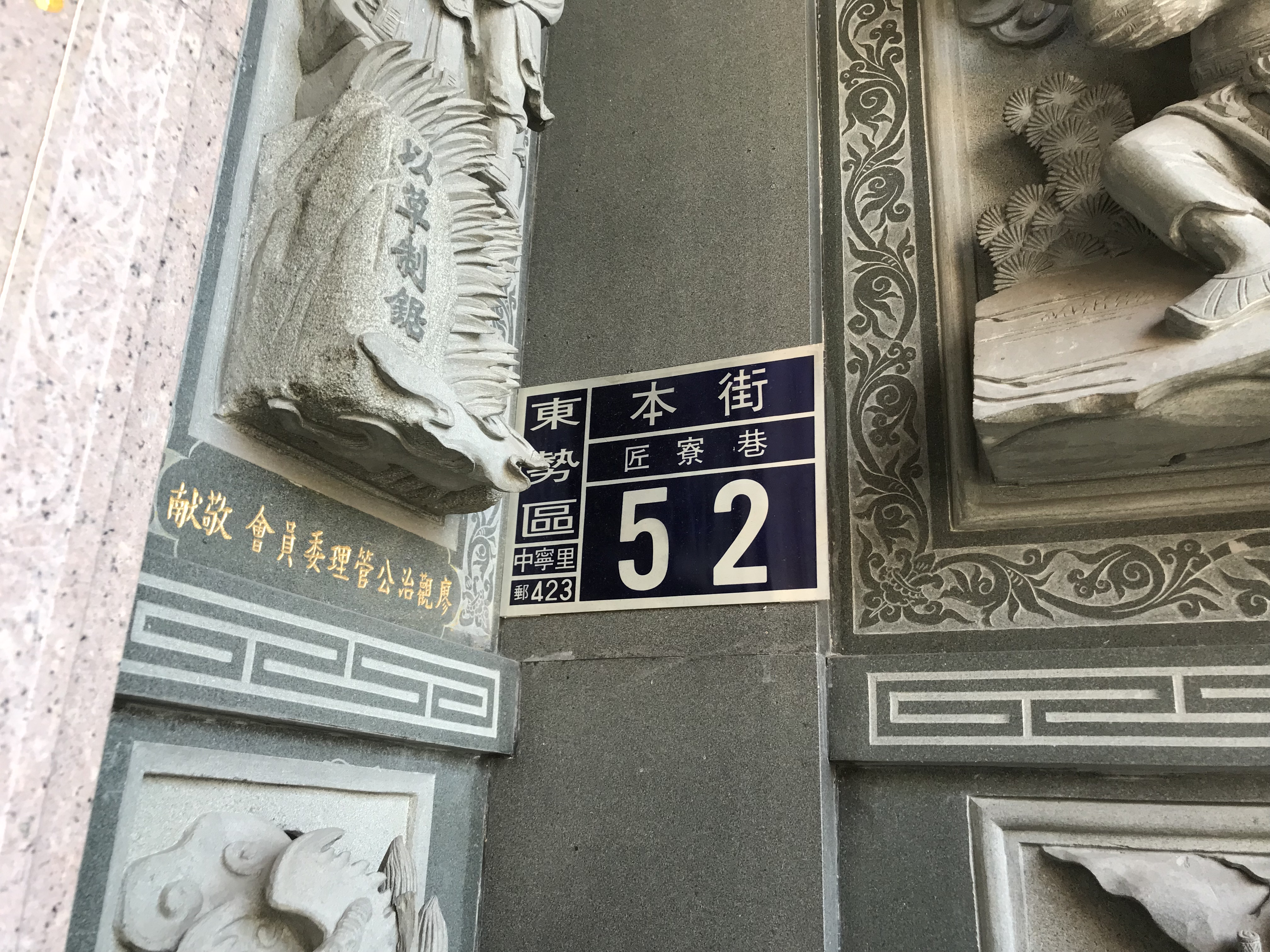
門牌為中寧里匠寮巷52號。

1960年代，東勢因木業興盛而繁榮，酒家都分布在此廟附近。1964年，廟宇改建。退伍軍人曾寄居此廟與東勢太子廟，直到東勢民眾服務分社以總工程費約七萬一千多元發起在東安里興建十二棟住宅，寄住戶才於1966年5月1日正式搬離。
九二一地震造成拜亭和廂房幾乎全倒，神像暫居於中正路旁的鐵皮屋。當時，東勢的廟宇並無列入古蹟者，重建經費主依香油錢，但多數東勢災民將積蓄投入自己房屋整修，捐給廟宇重建經費相當有限，又逢經濟不景氣，社團願意捐款蓋廟者少之又少。此廟在2002年時要拆一堵佔地約兩坪的牆，就被居民要價新台幣八十萬元，加上拆除與過戶費高達百萬元。2004年2月21日，新廟舉行安座典禮。重建費用達三千萬元，新廟最大的特色是牆壁雕刻五十多面東勢伐木的開發史，從木材登記、丈量、鋸木、樹倒、人力裁切、驗收、扛木頭、做牙領餉、提煉樟腦油過程。
重建後，廟方將古碑收置存放於廟內，並加裝玻璃外框保護，其中樂助聖亭碑、嚴禁自盡圖賴碑、嚴禁藉屍索詐誣控碑、道光年間捐款題名籤牌、義渡秋公會春爐、褒忠祠義民爺神位及香爐等文物被臺中市政府文化局登錄為一般古物。

## 祭祀活動
在2016年報導時，全臺灣主祀魯班的廟宇有三十四座，其中此廟分香廟就有二十四座。如2001年報導時，農曆五月初七巧聖仙師聖日，就有來自清水、水、台南、二水、三峽等分廟信徒前來朝拜。信徒在謁祖慶祝活動中，會以車輛載著放大的墨斗、鋸子、文公尺等工具模型遊行東勢鎮市區街道街，沿途燃放鞭炮。附屬於峨崙廟的卓蘭仙先師會，香火也是來自東勢巧聖仙師祖廟。
每年會舉行三次的食福活動，邀請民眾來此廟廣場吃平安飯，其中一次是魯班誕辰。
廟內除供奉主神巧聖仙師外，也配祀泥水工程業祭拜的荷葉仙師與鋼鐵工匠業祭拜的爐公仙師。殿內曾祭祀東勢最早的三山國王像長達三十多年，原因是日治時期位在北興里雙福祠前的三山國王廟被大水沖走，因而其神像寄放在此，北興里民與巧聖先師廟的中寧里里民為爭奪此像供奉權，結下心結，最後以擲筊供俸在北興里雙福祠。提供信徒安太歲之用的六十甲子神像和斗母則是2004年重建完成時新奉的。　
此廟曾對東勢的三百八十多位地震罹難者，進行三年一次的大普渡。東勢九二一地震災民重建家園時，也會到該廟求取應符，祈求工地平安。

### 秋公會

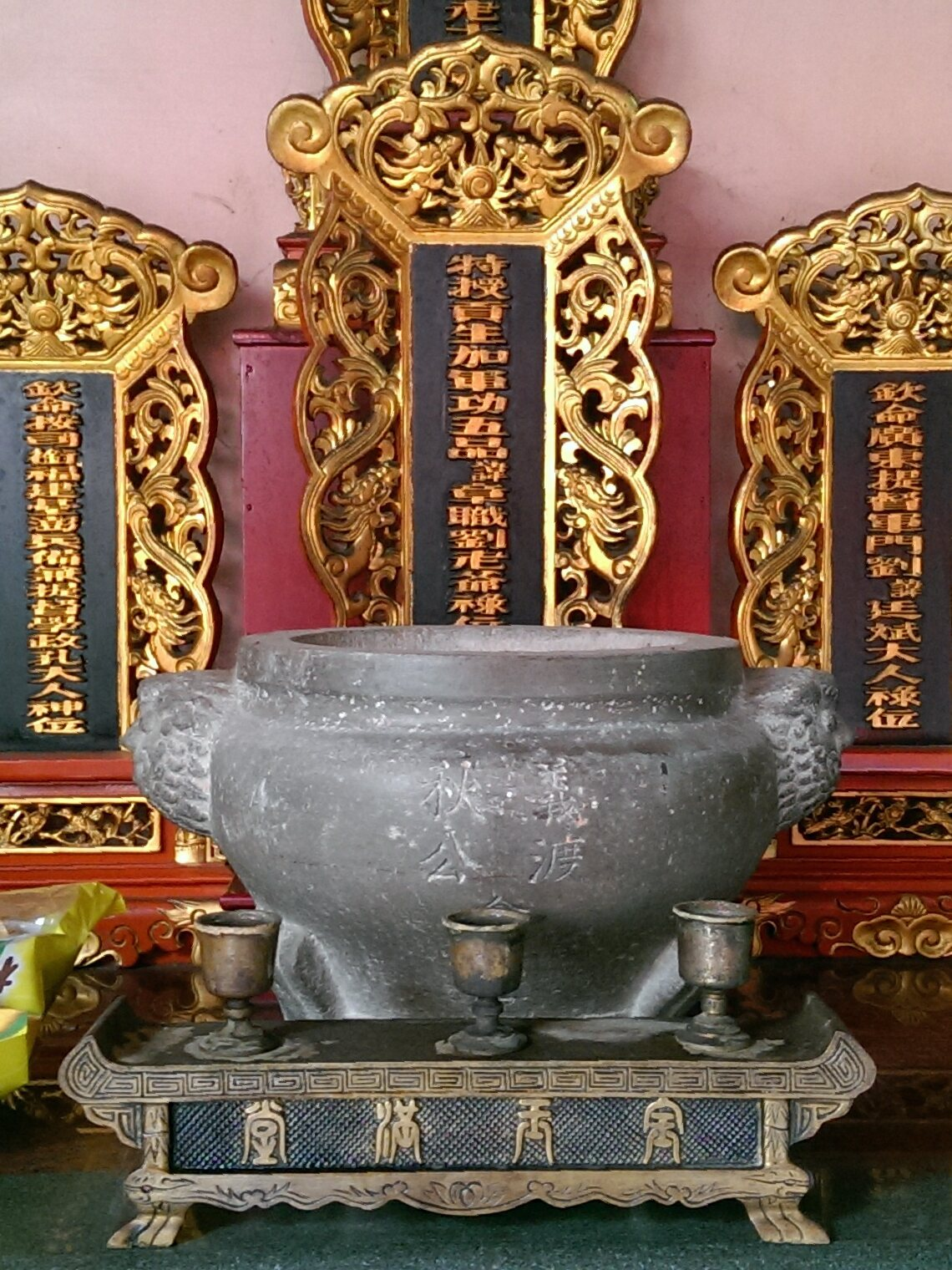
秋公會香爐

據說在戴萬生事件後，東勢地方人士組成「秋公會」以紀念事件中陣亡的秋曰覲。秋曰覲牌位供奉於廟中虎邊，一同被供奉的官員還有劉廷斌、孔昭慈。